# 卢瓦尔河畔塞尔穆瓦斯
卢瓦尔河畔塞尔穆瓦斯（法語：Sermoise-sur-Loire，法語發音：[sɛʁmwaz syʁ lwaʁ]）是法国涅夫勒省的一个市镇，位于该省西部，卢瓦尔河左岸，属于讷韦尔区和讷韦尔城市圈公共社区，其市镇面积为24.88平方公里，2022年1月1日时人口数量为1490人。
卢瓦尔河畔塞尔穆瓦斯是讷韦尔城市圈公共社区的组成部分。

## 行政
卢瓦尔河畔塞尔穆瓦斯的邮政编码为58000，INSEE市镇编码为58278。

## 地理

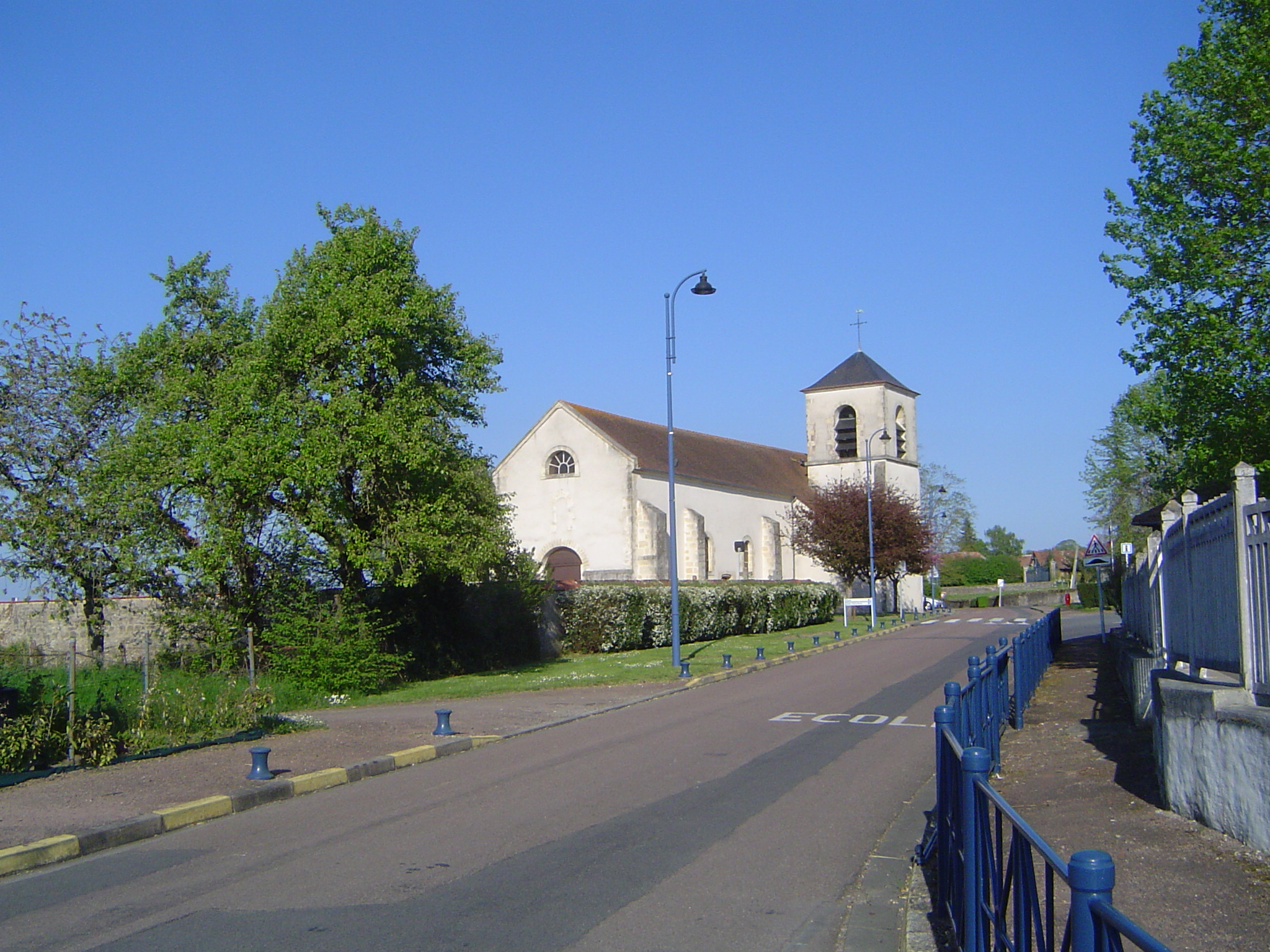
教堂

卢瓦尔河畔塞尔穆瓦斯（46°57'6"N, 3°11'6"E）位于法国中部，勃艮第-弗朗什-孔泰大区西部和涅夫勒省西南部，距离省会讷韦尔大约4公里。
与卢瓦尔河畔塞尔穆瓦斯接壤的市镇包括：讷韦尔、沙吕、舍沃农、马尼-库尔、圣埃卢瓦。
卢瓦尔河畔塞尔穆瓦斯境内地势以浅丘地貌为主，全境海拔在169至277米之间。
卢瓦尔河自东向西流经北境。
按照柯本气候分类法，卢瓦尔河畔塞尔穆瓦斯属于较为典型的温带海洋性气候，全年温差较小，降水分布均匀。

## 交通
法国国家A77号高速公路和法国国道N7线在境内交汇，省道D13线、D265线、D907线和D907A线也经过卢瓦尔河畔塞尔穆瓦斯境内。讷韦尔公交10路经过卢瓦尔河畔塞尔穆瓦斯境内并设有站点。

## 人口
| 年份   | 1936 | 1946 | 1954  | 1962  | 1968  | 1975  | 1982  | 1990  | 1999  | 2006  | 2007  | 2012  | 2017  |
| ------ | ---- | ---- | ----- | ----- | ----- | ----- | ----- | ----- | ----- | ----- | ----- | ----- | ----- |
| 人口數 | 847  | 990  | 1 087 | 1 101 | 1 057 | 1 019 | 1 078 | 1 545 | 1 523 | 1 645 | 1 657 | 1 588 | 1 514 |